# Krtince
Krtince – wieś w Słowenii, w gminie Šmarje pri Jelšah. W 2018 roku liczyła 102 mieszkańców.